# Кирилл (лунный кратер)
Кратер Кирилл (лат. Cyrillus) — большой древний ударный кратер на северо-западном побережье Моря Нектара на видимой стороне Луны. Название присвоено Джованни Риччоли в честь христианского египетского экзегета и полемиста Св. Кирилла Александрийского (376—444), утверждено Международным астрономическим союзом в 1935 году. Образование кратера относится к нектарскому периоду. В 2024 году кратер стал местом посадки японского модуля SLIM.

## Описание кратера

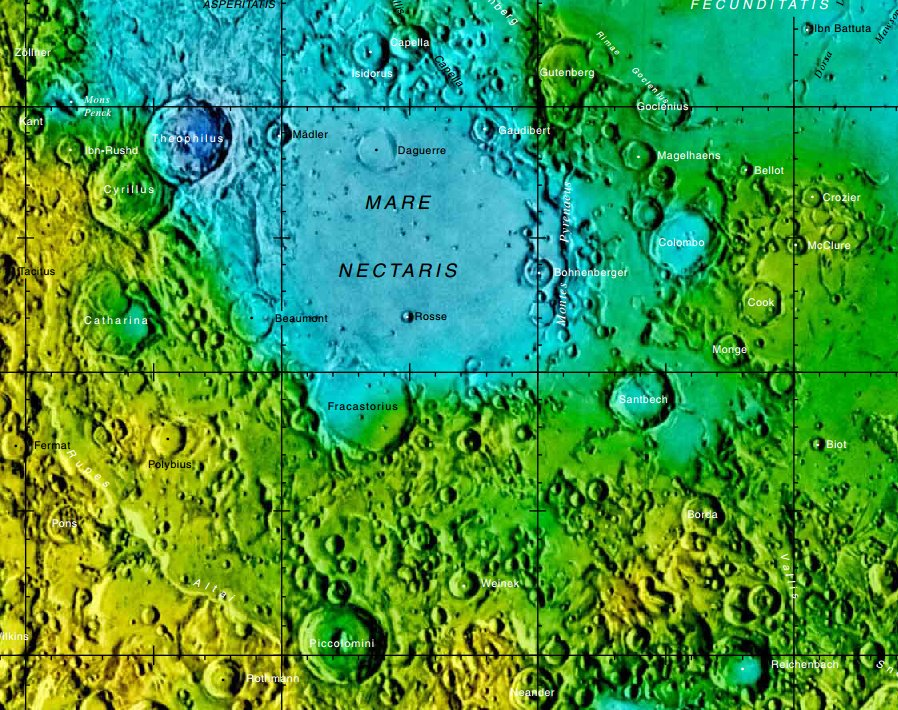
Окрестности кратера Тейлер. Фрагмент карты видимой стороны Луны.

Ближайшими соседями кратера Кирилл являются кратер Ибн Рушд на северо-западе; кратер Теофил, частично перекрывающий северо-восточную часть кратера Кирилл; кратер Бомон на юго-востоке; кратер Катарина на юге-юго-западе и кратер Тацит на юго-западе. На юго-востоке от кратера находится Море Нектара, на юго-западе — цепочка кратеров Абу-ль-Фиды. Селенографические координаты центра кратера — 13°17′ ю. ш. 24°04′ в. д. / 13,29° ю. ш. 24,07° в. д., диаметр — 98 км, глубина 3,4 км.
Кратер Кирилл имеет полигональную форму с впадиной в северо-восточной части, образованной кратером Теофил, и разрывом в южной части, переходящим в широкую долину, весьма значительно разрушен за длительное время своего существования. Вал сглажен и трудно различим, на некоторых участках спрямлен, наиболее четко выражен в юго-восточной части. Высота вала над окружающей местностью достигает 1470 м. Дно чаши пересеченное, в восточной части рассечено несколькими бороздами, заполнено породами, выброшенными при образовании кратера Теофил. В западной части чаши расположен хорошо заметный сателлитный кратер Кирилл А, имеющий грушевидную форму. В центре чаши находится невысокое поднятие местности, состоящее из анортозита, к северо-востоку от него располагаются три пика округленной формы – Кирилл Альфа (α) , Дельта (δ) и Эта (η). Через кратер Кирилл проходит один из светлых лучей системы, центром которой является кратер Аль-Фергани.
Крошечный кратер с яркими лучами в восточной части Кирилла получил название Сиори. 19 января 2024 года вблизи кратера Сиори (13,3° ю. ш., 25,2° в. д.) совершил мягкую посадку японский зонд SLIM.

## Сателлитные кратеры

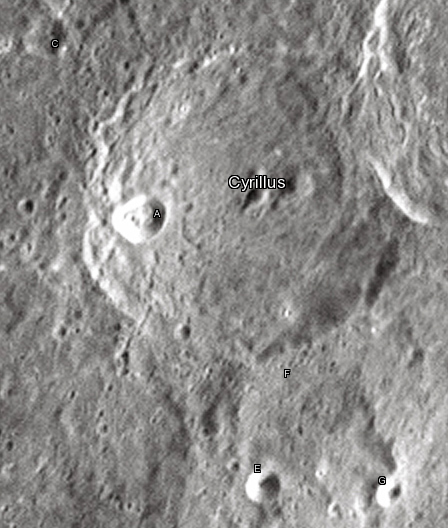
Снимок Девида Кемпбелла.

До и после посадки модуля SLIM.

| Кирилл | Координаты                                            | Диаметр, км |
| ------ | ----------------------------------------------------- | ----------- |
| A      | 13°46′ ю. ш. 23°07′ в. д. / 13,77° ю. ш. 23,12° в. д. | 13,7        |
| C      | 12°22′ ю. ш. 21°30′ в. д. / 12,36° ю. ш. 21,5° в. д.  | 11,8        |
| E      | 15°54′ ю. ш. 25°19′ в. д. / 15,9° ю. ш. 25,31° в. д.  | 10,5        |
| F      | 15°19′ ю. ш. 25°29′ в. д. / 15,32° ю. ш. 25,49° в. д. | 43,9        |
| G      | 15°40′ ю. ш. 26°38′ в. д. / 15,66° ю. ш. 26,63° в. д. | 7,8         |

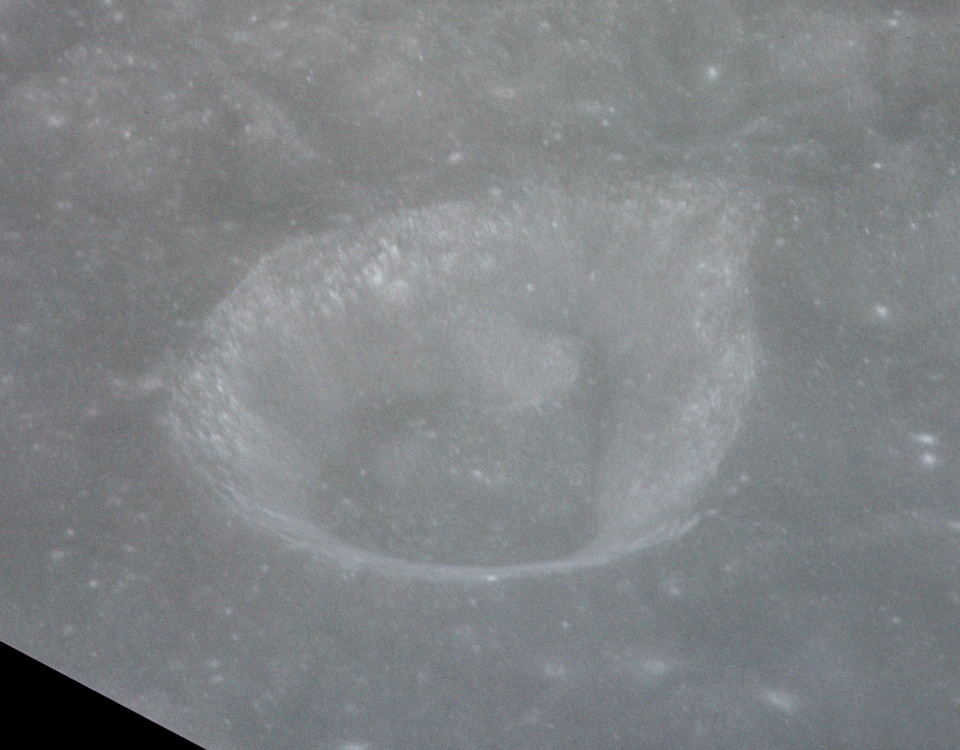
Сателлитный кратер Кирилл A. Снимок с борта Аполлона-14.
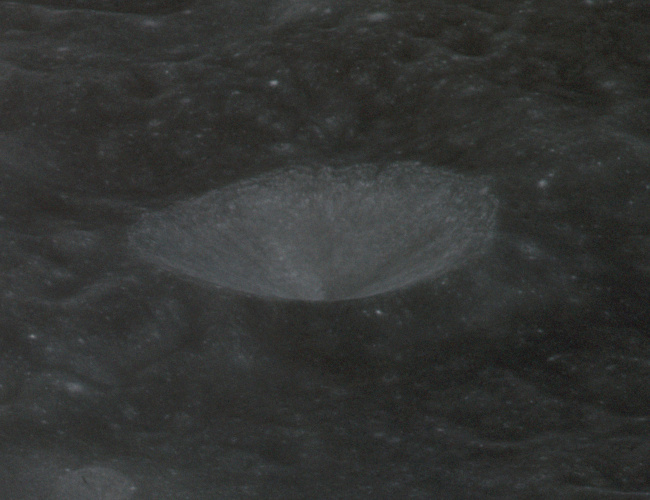
Сателлитный кратер Кирилл E. Снимок с борта Аполлона-14.
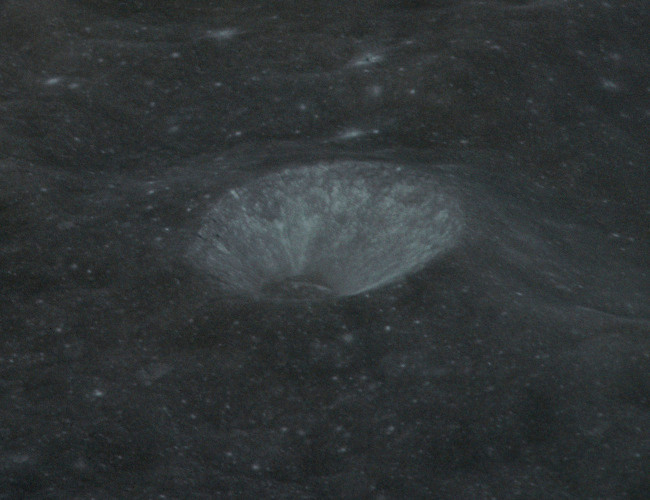
Сателлитный кратер Кирилл G. Снимок с борта Аполлона-14.

- Сателлитные кратеры Кирилл A и Кирилл G включены в список кратеров с яркой системой лучей Ассоциации лунной и планетарной астрономии (ALPO)[11].

- Сателлитный кратер Кирилл F включен в список кратеров с темными радиальными полосами на внутреннем склоне Ассоциации лунной и планетарной астрономии (ALPO)[12].

## См.также
- Список кратеров на Луне
- Лунный кратер
- Морфологический каталог кратеров Луны
- Планетная номенклатура
- Селенография
- Минералогия Луны
- Геология Луны
- Поздняя тяжёлая бомбардировка